# Municipio José María Morelos
Koordinaten: 19° 45′ N, 88° 42′ W
José María Morelos ist ein Municipio im mexikanischen Bundesstaat Quintana Roo. Der Verwaltungssitz ist das gleichnamige José María Morelos. Das Municipio hat eine Fläche von 4850 km², die Einwohnerzahl beim Zensus 2020 betrug 39.165.

## Geographie
Das Municipio José María Morelos befindet sich im Westen des Bundesstaates Quintana Roo und grenzt im Westen an die Municipios Tekax, Tzucacab, Peto und Chikindzonot im Bundesstaat Yucatán, im Südwesten an Hopelchén im Bundesstaat Campeche, im Osten an Felipe Carrillo Puerto, sowie im Süden an Bacalar.

## Orte
Im Municipio José María Morelos gibt es laut Zensus 2020 110 bewohnte Orte, von denen 9 eine Einwohnerzahl von über 1000 aufwiesen.
| Ort                | Einwohner | Karte |
| ------------------ | --------- | ----- |
| José María Morelos | 13.332    |       |
| Dziuché            | 2.909     |       |
| Sabán              | 2.380     |       |
| Huay Max           | 1.481     |       |
| La Presumida       | 1.313     |       |
| X-Cabil            | 1.208     |       |
| Kancabchén         | 1.058     |       |
| Candelaria         | 1.057     |       |
| Sacalaca           | 1.038     |       |